# ألدو سيرينا
ألدو سيرينا (بالإيطالية: Aldo Serena)‏ (من مواليد 25 يونيو 1960 في مولتيبلونا الإيطالية): لاعب كرة القدم إيطالي سابق حيث كان يلعب في مركز الهجوم. ولعب للمنتخب الايطالي في كأس العالم 1986 لكرة القدم وكأس العالم 1990 لكرة القدم، عندما حصلت إيطاليا على المركز الثالث. كان سيرينا مهاجم قوي، بارع في الهواء، ولا سيما مع رأسه. وكان قادرا على التهديف بشكل جيد بضربات قوية ودقيقة بواسطة قدمه اليسرى.

## وصلات خارجية
- ألدو سيرينا على موقع الاتحاد الدولي (مؤرشف)  (الإنجليزية)
- ألدو سيرينا على موقع قاعدة بيانات كرة القدم.إي يو (الإنجليزية)
- ألدو سيرينا على موقع ناشيونال فوتبول تيمز (الإنجليزية)
- ألدو سيرينا على موقع عالم كرة القدم.نت (الإنجليزية)
- ألدو سيرينا على موقع أوليمبيديا (الإنجليزية)
- FIFA Profile
- Record for Italy